# Šarivari
Šarivari byl lidový posměšný či potupný průvod s kakofonickou „kočičinou“ a kraválem, podobný zvykům masopustu nebo starověkých bakchanálií, který však nebyl vázán na určité datum.

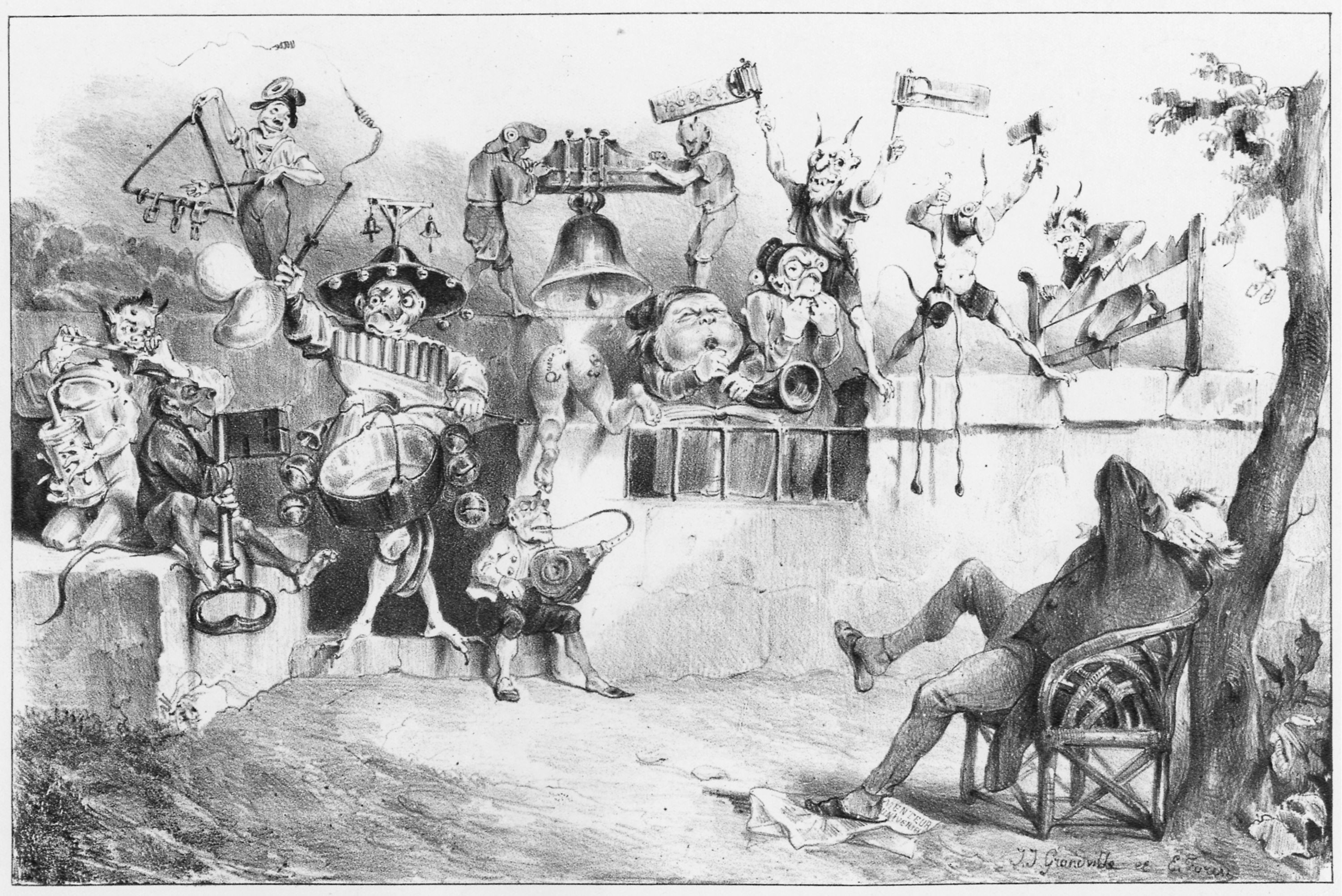
Grandville: Vesnické šarivari

## Popis
Ve Francii a v jižním Německu jím vesnice například protestovala proti muži pod pantoflem, proti vdovci, který se příliš brzy podruhé ženil nebo si bral hodně mladou nevěstu a pod. Rituál mohl trvat velmi dlouho, dokud jeho terč nenabídl něco k pití, případně i peněžité výkupné. Zvyk je doložen od 14. století, byl pravidelně zakazován, ale někde se udržel až do 19. století.

## Původ slova
Název šarivari (chariwari) je odvozen z latinského caribaria a řeckého karébaria, které doslova znamená „těžkou hlavu“, kocovinu. Téhož původu je patrně německé a české slovo „kravál“ (Krawall).

## Jiné významy
V metafoře může znamenat hlučný zmatek, chaos, „virvál“. V Bavorsku znamenalo chariwari řetěz s přívěsky, který muž nosil na kalhotách a žena na dirndlu. Ve Francii v 19. století to byly jezdecké kalhoty s koženou vložkou a zapínáním z vnější strany, aby se daly obléci i přes boty.
Le Charivari byl v letech 1832–1937 slavný francouzský satirický deník s karikaturisty jako Honoré Daumier, Gustave Doré, Nadar aj. Anglický humoristický časopis Punch měl dlouho jako podtitul označení „Londýnské Charivari“.